# إد باهر
إد باهر (بالإنجليزية: Ed Bahr)‏ هو لاعب كرة قاعدة أمريكي، ولد في 16 أكتوبر 1919 في Rouleau, Saskatchewan ‏ في كندا، وتوفي في 6 أبريل 2007 في فال في الولايات المتحدة.

## وصلات خارجية
- إد باهر على موقع دوري كرة القاعدة الرئيسي (الإنجليزية)
- إد باهر على موقعبيزبول رفرنس.كوم (الدوري الرئيسي) (الإنجليزية)
- إد باهر على موقعبيزبول رفرنس.كوم (الدوري الثانوي) (الإنجليزية)
- إد باهر على موقع مشجعي الرسوم البيانية (الإنجليزية)